# Baily (cráter)
Baily es el remanente de un cráter de impacto lunar en el límite entre el Mare Frigoris al norte y el Lacus Mortis al sur. El interior del cráter ha sido inundado por la lava en el pasado, y solo la mitad norte del borde del cráter permanece relativamente intacta. Hay una curva hacia afuera en el borde del noreste, posiblemente el remanente de otra formación de cráteres que una vez se superpuso con Baily. El interior del cráter es plano y relativamente sin rasgos distintivos, carente de impactos de importancia. Los restos del borde externo alcanzan una elevación máxima de alrededor de 0,5 km.
El cráter más próximo a Baily es Bürg, situado al sursudoeste. Más hacia el oeste se halla el prominente cráter Aristóteles.

## Cráteres satélite
Por convención estos elementos son identificados en los mapas lunares poniendo la letra en el lado del punto medio del cráter que está más cerca de Baily.
|       | \| Baily \| Coordenadas \| Diámetro \| \| ----- \| ---------------------------- \| -------- \| \| A \| 48°36′N 31°18′E / 48.6, 31.3 \| 16 km \| \| B \| 51°00′N 35°06′E / 51.0, 35.1 \| 7 km \| \| K \| 51°30′N 30°30′E / 51.5, 30.5 \| 3 km \| |          |
| Baily | Coordenadas | Diámetro |
| A     | 48°36′N 31°18′E / 48.6, 31.3 | 16 km    |
| B     | 51°00′N 35°06′E / 51.0, 35.1 | 7 km     |
| K     | 51°30′N 30°30′E / 51.5, 30.5 | 3 km     |

## Referencias

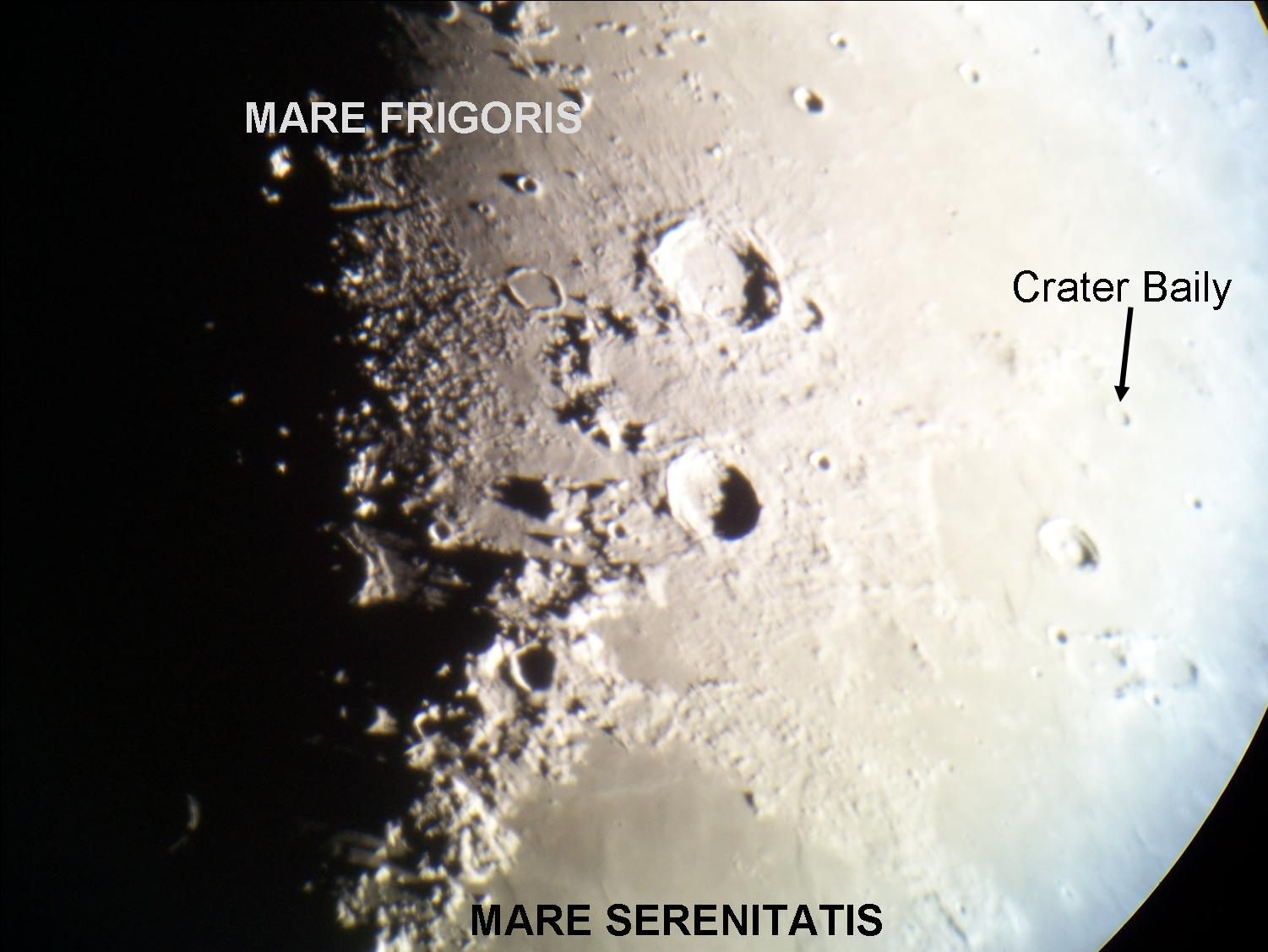
Localización del cráter lunar Bailey según lo fotografiado en el Observatorio McDonald